# Laubenzedel
Laubenzedel (fränkisch: Labbazedl) ist ein Gemeindeteil der Stadt Gunzenhausen im Landkreis Weißenburg-Gunzenhausen (Mittelfranken, Bayern). Die Gemarkung Laubenzedel hat eine Fläche von 5,536 km². Sie ist in 687 Flurstücke aufgeteilt, die eine durchschnittliche Flurstücksfläche von 8058,46 m² haben. In ihr liegen neben dem namensgebenden Ort die Gemeindeteile Sinderlach und Schnackenmühle.

## Geographie
Das Pfarrdorf liegt im Nordwesten des Landkreises Weißenburg-Gunzenhausen im Fränkischen Seenland, rund 2,5 Kilometer nördlich von Gunzenhausen und 700 Meter Luftlinie vom Altmühlsee entfernt. Er wird von der Kreisstraße WUG 22 durchquert, die Bundesstraße 13 läuft westlich daran vorbei. Durch den Ort fließt der Laubenzedeler Mühlbach, der zuvor den Schnackenweiher, den Eichenberger Weiher, den Branderweiher und den Speckweiher gespeist hat. Im Nordosten liegt der Kästleinsweiher.

## Geschichte
Der Ortsname leitet sich wohl aus den Worten Laubold und Sedel ab. Bei Laubold oder Leubold dürfte es sich um den Namen des ersten Ansiedlers gehandelt haben. Sedel ist ein alter Ausdruck für (An-)Siedlung. Dafür sprechen urkundliche Erwähnungen als „Lawboldsedel“. Die geschichtlichen Anfänge liegen im Dunklen. Die erste urkundliche Erwähnung war im Jahr 1271 unter dem Namen „Lieboltessedle“. Laubenzedel hatte nie eine eigene Standesherrschaft, sondern wurde von Lehnsherren geschützt. Das waren die Grafen von Lentersheim, die Herren von Seckendorff, die Burggrafen von Nürnberg, die Bischöfe von Eichstätt, die Ansbacher Markgrafen, der Deutschherrenorden in Absberg und andere.
Der Dreißigjährige Krieg ließ den Gebäude- und Viehbestand sowie die Bevölkerungszahl schrumpfen. Einen Aufschwung erfuhr der Ort durch die Ansiedlung von österreichischen Exulanten um 1650 durch die Markgrafen von Ansbach. Viele der heutigen Bewohner sind Nachkommen dieser Zuwanderer. 1806 wurde die Ortschaft unter der bayerischen Krone zu einer Ruralgemeinde erhoben. Ihr angegliedert waren bis 1824 Schlungenhof und Büchelberg.
Um 1900 bildete sich die alte Gemeindeform mit Sinderlach und der Schnackenmühle wieder heraus. Diese hatte bis zur Gemeindegebietsreform Bestand. Am 1. April 1971 wurde die Gemeinde der Stadt Gunzenhausen angegliedert.
1961 konnte der Ort den Landes- und Bundessieg des Wettbewerbs Unser Dorf soll schöner werden erringen. Zu diesem Zeitpunkt wohnten in den 78 Anwesen des Dorfes 385 Personen.
Ende der 1970er Jahre begann der Bau des Fränkischen Seenlandes. Durch die Nähe des Ortes zum Altmühlsee änderte sich die dörfliche Struktur. Viele Landwirte bieten nun Ferien auf dem Bauernhof an. Der Große und der Kleine Brombachsee sowie der Igelsbachsee befinden sich in etwa sieben Kilometer Entfernung und können auf dem gut ausgebauten Radwegenetz erreicht werden. Auch der Rothsee ist über dieses Wegenetz gut erreichbar.

### Einwohnerentwicklung
Gemeinde Laubenzedel
- 1824: 335 in 69 Wohngebäuden[9]
- 1910: 394[10]
- 1933: 378
- 1939: 362[11]
- 1950: 517 in 69 Wohngebäuden[9]
- 1961: 427[12] in 78 Wohngebäuden[8]
- 1970: 440[12]

### Ortswappen
Die Blasonierung lautet: „Von Silber und Schwarz gevierter Schildhaupt – an die Ansbacher Markgrafen erinnernd. Darunter schräglinks geteilt, oben dreimal geschacht von Rot und Silber, unten schwarz – dem Wappen der Lentersheimer entlehnt.“

## Baudenkmäler
Im Jahr 1415 wurde die Kirche St. Sixtus erbaut, die dem römischen Bischof und Märtyrer Sixtus geweiht ist. 1532 wandte sich die Kirchengemeinde der Reformation zu. Zur Kirchengemeinde zählten Büchelberg, Sinderlach, Schnackenmühle und bis 1565 auch Gräfensteinberg. 1707/09 wurde die Kirche barockisiert.

## Persönlichkeiten
- Christoph Titius[14] war von 1666 bis 1671 evangelischer Pfarrer in Laubenzedel. Aus seiner Feder stammen die Kirchenlieder Sollt es gleich bisweilen scheinen, als wenn Gott verließ die Seinen … und Ich armer Mensch, ich armer Sünder …
- Christian August Bomhard hatte 1815–1824 seine erste Pfarrstelle in Laubenzedel. Er war ein bekannter Prediger seiner Zeit.
- Matthes Bauer, geboren in Laubenzedel, gestorben 1587 in Nürnberg, ist vom armen Gänsehirten in Laubenzedel zum reichen Pelzhändler in Nürnberg aufgestiegen. In seinem Testament hat er seine Laubenzedler Freunde bedacht.[15] Ein Nachfahre von ihm ist Paul Wolfgang Merkel.[16]